# Vänsterpartiet
Vänsterpartiet (kurz V, dt. Linkspartei) ist eine im schwedischen Reichstag vertretene politische Partei, die sozialistische Positionen vertritt. Parteivorsitzende ist seit dem 31. Oktober 2020 Nooshi Dadgostar. Die Partei steigerte sich bei der Reichstagswahl 2018 um 2,3 Prozentpunkte auf 8,0 %, verzeichnete 2022 mit 6,8 % allerdings leichte Verluste.

## Geschichte
Die heutige Linkspartei geht in ihren Wurzeln auf die 1917 gegründete Sozialdemokratische Linkspartei Schwedens (Sveriges socialdemokratiska vänsterparti) zurück. Diese nannte sich seit 1921 Kommunistische Partei Schwedens (Sveriges kommunistiska parti).

### Vänsterpartiet kommunisterna
Die Partei wechselte 1967 ihren Namen in kommunistische Linkspartei (Vänsterpartiet kommunisterna). Ab diesem Zeitpunkt war eine bereits seit den frühen 1960er Jahren begonnene innerparteiliche Diskussion zugunsten eines eurokommunistischen und linksalternativen Flügels entschieden. Die Partei bekannte sich fortan grundsätzlich zur parlamentarischen Demokratie als Staatsform und strebte eine Einigung aller sozialistischen Kräfte an. 1977 kam es zur Abspaltung der weiterhin an der KPdSU, der UdSSR und der mit ihr verbündeten Staaten orientierten Kräfte innerhalb der Partei. Diese gründeten die Kommunistische Arbeiterpartei (Arbetarpartiet Kommunisterna), welche seit 1995 wieder den Namen Kommunistische Partei Schwedens nutzt.

### Vänsterpartiet
Die Entwicklung zu einer Linksalternative wurde in der Streichung der Bezeichnung „Kommunisten“ im Parteinamen 1990 deutlich. Das Parteiprogramm definierte die Partei als sozialistisch und feministisch. Die Übernahme des Parteivorsitzes durch die populäre Gudrun Schyman und eine im Unterschied zu den meisten anderen Parteien eindeutige Haltung in der EU-Frage führten 1998 zum besten Wahlergebnis der Linkspartei in ihrer Geschichte. Dadurch wurde auch die enge parlamentarische Zusammenarbeit mit der sozialdemokratischen Minderheitsregierung eingeleitet.
Nach 1998 wurde Gudrun Schyman jedoch zunehmend umstrittener in ihrer Rolle als Parteivorsitzende. Ihr wurde mehr und mehr vorgeworfen, die Grundsätze der Partei zu vernachlässigen und sich allzu sehr den Sozialdemokraten zu nähern. Das spiegelte sich auch in den Meinungsumfragen wider: Hätten im Dezember 2000 noch gut 16 % für die Partei gestimmt, so waren es bei der Reichstagswahl 2002 nur noch gut 8 %, die der Partei ihr Vertrauen gaben. Dieser erste Rückschlag für Schyman wurde verstärkt, als ihr im Januar 2003 Steuerbetrug vorgeworfen wurde, da sie in ihrer Steuererklärung Abzüge geltend machen wollte, die von der Steuerbehörde nicht anerkannt wurden.
Nach dem Rücktritt Gudrun Schymans wurde nach einem kurzen Zwischenspiel Lars Ohly Parteivorsitzender. Seine Wahl war innerhalb der Partei nicht unumstritten. Kurz vor seiner Wahl zum Vorsitzenden (bei der er 192 von 222 Stimmen erhielt) hatte sich eine Gruppe innerhalb der Partei mit dem Namen „Vägval Vänster“ (deutsch etwa „Kursbestimmung Linke“) gebildet. Sie existierte bis 2009 und warb für eine Reformierung des gesamten linken politischen Spektrums. Vertreter trotzkistischer Gruppierungen, der Sozialdemokratie, der Grünen bis hinein in die linke bürgerliche Mitte sollten neue Zukunftsperspektiven erarbeiten. Erstmals in die Schusslinie geriet Ohly, als das Schwedische Fernsehen SVT 2004 eine Reportage über die Vänsterpartiet ausstrahlte, in der sich Ohly offen als Kommunist bezeichnete und in der die Partei gleichzeitig bezichtigt wurde, ein Hort des Kommunismus sowjetischer Prägung zu sein. Vägval Vänster wurde in dieser Fernsehsendung sehr viel Platz eingeräumt, und die führenden Vertreter der Gruppierung zeigten sich bereit, Ohly als Sowjetkommunisten darzustellen. Lars Ohly verteidigte die Bezeichnung Kommunist mit der Begründung, dass er nicht einen Kommunismus sowjetischer Prägung, sondern vielmehr einen Kommunismus im Sinne einer „klassenlosen Gesellschaft“ anstrebe.
Eine spätere Reportage aus dem Jahr 2006 widersprach dem Bild einer „kommunistischen“ Vänsterpartiet. Der Journalist Dan Josefsson war zu dem Schluss gelangt, dass die Vänsterpartiet keineswegs als kommunistisch bezeichnet werden könne, sondern dass sie im Grunde ein Programm verträte, das sich an den Leitsätzen von John Maynard Keynes orientiere, d. h. ein Bekenntnis zur Marktwirtschaft, in der der Staat eine aktivere Rolle in der Wirtschaftspolitik übernehmen solle. In diesem Zusammenhang müsse auch die Forderung gesehen werden, die Arbeitslosigkeit durch 200.000 neue Arbeitsplätze im öffentlichen Sektor zu bekämpfen. Lars Ohly widerrief später sein Bekenntnis zum Kommunismus.
Die Linkspartei lehnte die EU-Mitgliedschaft Schwedens lange ab und befürwortete einen Austritt des Landes. Im Februar 2019 stimmte die Delegiertenversammlung mit 41 zu 30 Stimmen der Streichung des entsprechenden Punktes im Parteimanifest zu. Vielmehr wird nun erwähnt, dass ein Austritt aus der Europäischen Union gegenwärtig nicht Teil der Politik sei.
Zwischen 2014 und 2018 unterstützte die Vänsterpartiet die Minderheitsregierung aus Sozialdemokraten und Grünen im schwedischen Parlament.

## Wahlen

### Reichstagswahlen
1921 Einführung des Frauenwahlrechts, Daten beziehen sich bis 1968 auf Wahlen zur Zweiten Kammer. Angaben von Statistiska Centralbyrån.
als Sveriges socialdemokratiska vänsterparti (1917–1921)
- 1917 8,1 %
- 1920 6,4 %

als Sveriges kommunistiska parti (1921–1967)
- 1921 4,6 %
- 1924 5,1 %
- 1928 6,4 %
- 1932 3,0 %
- 1936 3,3 %
- 1940 3,5 %
- 1944 10,3 %
- 1948 6,3 %
- 1952 4,3 %
- 1956 5,0 %
- 1958 3,4 %
- 1960 4,5 %
- 1964 5,2 %

als Vänsterpartiet kommunisterna (1967–1990)
- 1968 3,0 %
- 1970 4,8 %
- 1973 5,3 %
- 1976 4,8 %
- 1979 5,6 %
- 1982 5,6 %
- 1985 5,4 %
- 1988 5,8 %

als Vänsterpartiet (seit 1990)
- 1991 4,5 %
- 1994 6,2 %
- 1998 12,0 %
- 2002 8,4 %
- 2006 5,8 %
- 2010 5,6 %
- 2014 5,7 %
- 2018 8,0 %
- 2022 6,7 %

### Europawahlen
| Jahr | Wahl            | Stimmenanteil | Sitze |
| ---- | --------------- | ------------- | ----- |
| 1995 | Europawahl 1995 | 12,9 %        | 3/22  |
| 1999 | Europawahl 1999 | 15,8 %        | 3/22  |
| 2004 | Europawahl 2004 | 12,8 %        | 2/19  |
| 2009 | Europawahl 2009 | 5,7 %         | 1/18  |
| 2014 | Europawahl 2014 | 6,3 %         | 1/20  |
| 2019 | Europawahl 2019 | 6,8 %         | 1/20  |
| 2024 | Europawahl 2024 | 11,1 %        | 2/21  |

## Parteivorsitzende
- Zwischen 1917 und 1921 gab es keinen Parteivorsitzenden
- 1921–1924 Zeth Höglund
- 1921–1923 Karl Kilbom
- 1924–1929 Nils Flyg
- 1929–1951 Sven Linderot
- 1951–1964 Hilding Hagberg
- 1964–1975 Carl-Henrik Hermansson
- 1975–1993 Lars Werner
- 1993–2003 Gudrun Schyman
- 2003–2004 Ulla Hoffmann
- 2004–2012 Lars Ohly
- 2012–2020 Jonas Sjöstedt
- 2020–0000 Nooshi Dadgostar